# Condado de Steele (Dakota del Norte)
El condado de Steele (en inglés: Steele County, North Dakota), fundado en 1883, es uno de los 53 condados del estado estadounidense de Dakota del Norte. En el año 2000 tenía una población de 2258 habitantes y una densidad poblacional de 1 personas por km². La sede del condado es Finley.

## Geografía
Según la Oficina del Censo, el condado tiene un área total de 1852 km² (715,1 mi²), de la cual 1844 km² (712 mi²) es tierra y 8 km² (3,1 mi²) es agua.

### Condados adyacentes
- Condado de Grand Forks (norte)
- Condado de Traill (este)
- Condado de Cass (sureste)
- Condado de Barnes (suroeste)
- Condado de Griggs (oeste)
- Condado de Nelson (noreste)

## Demografía
En el 2000 la renta per cápita promedia del condado era de $35 757, y el ingreso promedio para una familia era de $43 914. El ingreso per cápita para el condado era de $17 601. En 2000 los hombres tenían un ingreso per cápita de $30 104 versus $20 694 para las mujeres. Alrededor del 7.10% de la población estaba bajo el umbral de pobreza nacional.
| 1890 | 1900 | 1910 | 1920 | 1930 | 1940 | 1950 | 1960 | 1970 | 1980 | 1990 | 2000 | Est. 2009 |
| ---- | ---- | ---- | ---- | ---- | ---- | ---- | ---- | ---- | ---- | ---- | ---- | --------- |
| 3777 | 5888 | 7616 | 7401 | 6972 | 6193 | 5145 | 4719 | 3749 | 3106 | 2420 | 2258 | 1747      |

## Mayores autopistas
- Carretera de Dakota del Norte 32
- Carretera de Dakota del Norte 38
- Carretera de Dakota del Norte 200

## Lugares

### Ciudades
- Finley
- Hope
- Luverne
- Sharon

Nota: todas las comunidades incorporadas en Dakota del Norte se les llama "ciudades" independientemente de su tamaño

### Municipios
| - Beaver Creek - Broadlawn - Carpenter - Colgate - Easton - Edendale - Enger | - Finley - Franklin - Golden Lake - Greenview - Hugo - Melrose - Newburgh | - Primrose - Riverside - Sharon - Sherbrooke - Westfield - Willow Lake |